# HD 151967
Désignations
HD 151967 est une étoile variable suspectée de la constellation de l'Autel. Elle a une magnitude apparente d'environ 6, ce qui signifie qu'elle est visible à l'œil nu dans un ciel nocturne sombre. Les mesures de la parallaxe la place à une distance d'environ 710 années-lumière de la Terre.

## Caractéristiques
Il s'agit d'une géante rouge avec un type spectral M1III ; elle s'est étendue jusqu'à 53 fois le rayon du Soleil et rayonne 637 fois la luminosité du Soleil. La luminosité de l'étoile varie d'une amplitude de 0,0156 sur une période de 26 jours. La température effective de l'atmosphère extérieure est de 3 839 K, lui donnant la teinte rougeâtre d'une étoile de type M.